# St. Georg (Sankt Jöris)

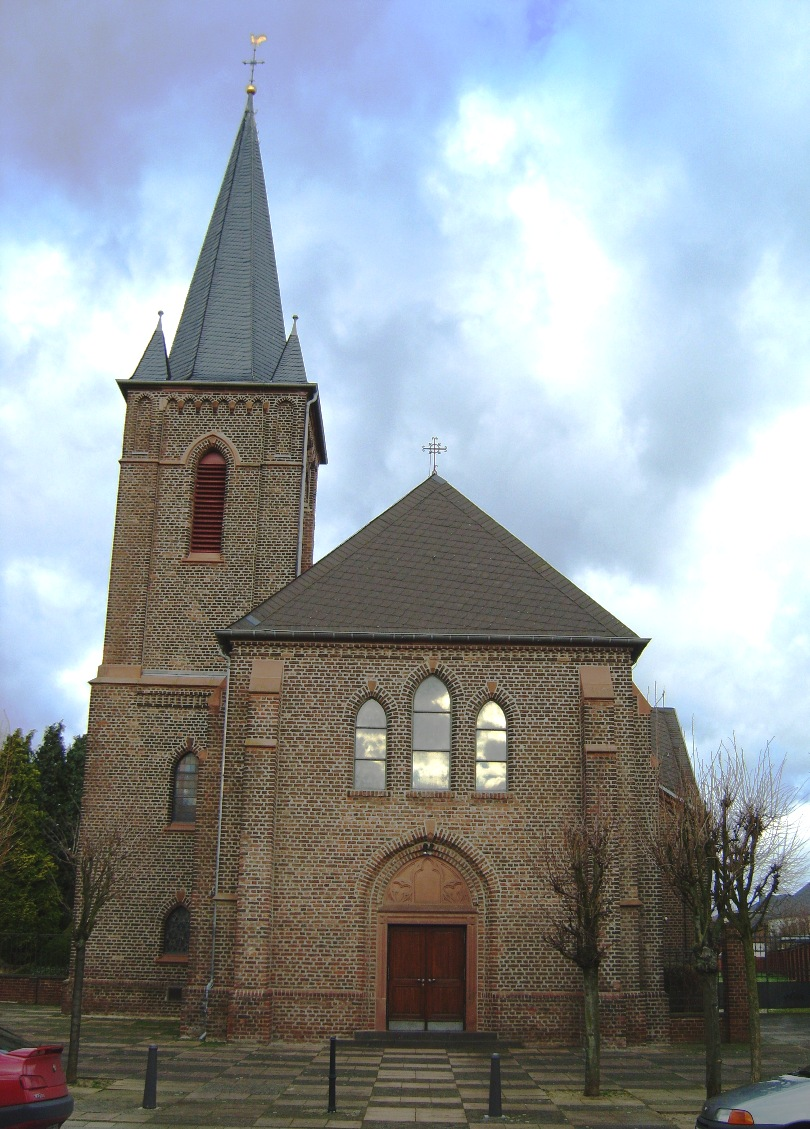
St. Georg in St. Jöris

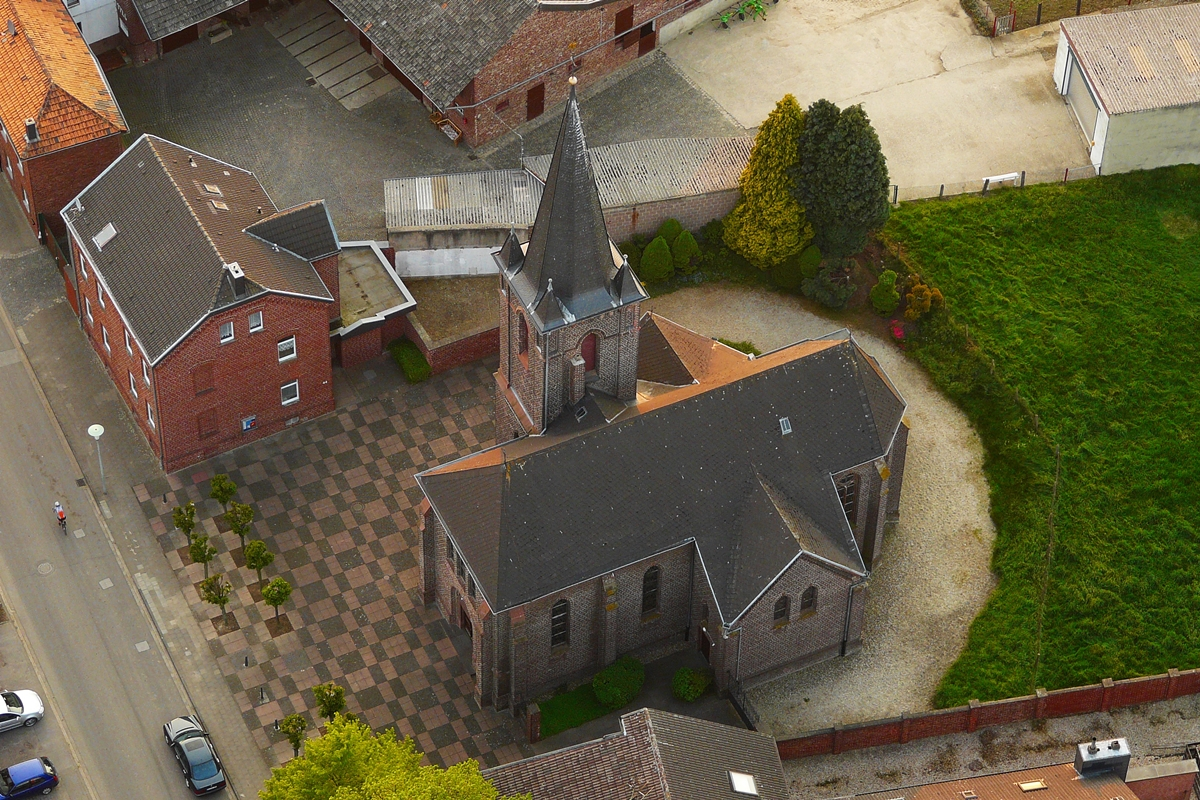
Luftbild

St. Georg ist eine römisch-katholische Pfarrkirche in Sankt Jöris, einem Stadtteil von Eschweiler in der Städteregion Aachen in Nordrhein-Westfalen. Sie wurde von 1904 bis 1906 nach Plänen von Joseph Buchkremer errichtet.
Die Kirche ist unter Nummer 139 in die Liste der Baudenkmäler in Eschweiler eingetragen und steht unter dem Patrozinium des hl. Georg.

## Geschichte
Ursprünglich gehörte Sankt Jöris zur Pfarre Kinzweiler und wurde erst zum 1. Oktober 1920 zur eigenständigen Pfarrei erhoben. Dennoch bestand hier schon früh eine eigene Kirche, da im 13. Jahrhundert das Zisterzienserinnenkloster St. Georg ad Rubum gegründet wurde, zu dem auch eine Klosterkirche gehörte. Nach Auflösung des Klosters durch die Franzosen im Jahr 1802 wurde die Klosterkirche zwischen 1805 und 1815 für Gottesdienste der Ortsbevölkerung genutzt. Die Messen hielt der Pastor von Kinzweiler. Seit 1815 wurde die Klosterkirche dann aber nicht mehr genutzt und die Sankt Jöriser mussten zum Besuch der Messe nach Kinzweiler gehen. 
Bald wuchs jedoch der Wunsch nach einer eigenen Kirche, weshalb Barbara Koch aus Weisweiler 1871 Land zur Gründung eines Dotationsfonds für einen eigenen Geistlichen für St. Jöris stiftete. Dieser Stiftung schlossen sich bald auch noch andere Bürger an, sodass neben der Anstellung eines eigenen Geistlichen auch der Bau einer eigenen Kirche weiterverfolgt werden konnte. Nachdem genügend Gelder bereitstanden, beauftragte man den Aachener Architekten und späteren Dombaumeister Joseph Buchkremer mit der Planung der heutigen Kirche. 1904 wurde mit den Bauarbeiten begonnen, am 28. Mai 1905 fand die Grundsteinlegung statt. Im Verlauf des Jahres 1906 war die neue Kirche schließlich fertiggestellt. Als Patron wählte man den hl. Georg, der auch schon Patron des alten Zisterzienserinnenklosters war. Die erste Messe und Benediktion der neuen Kirche fand schließlich am 11. November 1906 statt. Am 5. November 1907 wurde dann mit dem Priester Johann Peter Esser auch der erste Rektor ernannt. Die eigentliche Kirchweihe war erst 10 Jahre später am 1. August 1916. Zunächst war die neue Kirche noch eine Filialkirche von Kinzweiler und wurde dann 1920 zur Pfarrkirche erhoben.
Im Zweiten Weltkrieg wurde die Kirche hauptsächlich zwischen September und November 1944 beschädigt. Diese Schäden waren bis 1951 behoben. 1983 erfolgte eine Neugestaltung und Neuausmalung des Innenraumes.

## Baubeschreibung
St. Georg ist eine einschiffige Kirche aus Backsteinen in Formen der Neugotik mit Querschiff, seitlich angebautem Glockenturm und fünfseitig geschlossenem Chor. Der Innenraum wird von Kreuzrippengewölben überwölbt.

## Ausstattung
Von der Ausstattung sind besonders der neugotische Hochaltar aus dem Jahr 1906, Entwurf wahrscheinlich von Joseph Buchkremer, sowie ein Holzkreuz mit Kruzifix aus dem 14. Jahrhundert zu erwähnen. Die Orgel aus dem Jahr 1956 ist ein Werk der Orgelbauanstalt Karl Bach und verfügt über 9 Register. Die Buntglasfenster sind Werke von Josef Henseler aus dem Jahr 1958.

## Rektoren und Pfarrer
Folgende Priester wirkten bislang als Rektoren bzw. Pastor (seit 1920) an St. Georg
| von – bis | Name                                   |
| --------- | -------------------------------------- |
| 1907–1911 | Johann Peter Hubert Esser              |
| 1913–1924 | Heinrich Speel                         |
| 1924–1927 | Josef Arnolds                          |
| 1927–1944 | Anton Schüthuth                        |
| 1945–1954 | Arnold Walbert                         |
| 1954–1968 | Heinrich Prinz                         |
| 1968–1989 | P. Stephan Schmitz CSSp                |
| 1991–2020 | Karl Rainer Hennes                     |
| Seit 2020 | Hannokarl Weißhaupt und Michael Datené |